# De Havilland DH.113 Vampire NF
Bei der DH.113 handelte es sich um die 1949 entstandene zweisitzige Ausführung der de Havilland DH.100 Vampire als Nachtjäger mit entsprechender Radarausrüstung. 

## Technische Daten (DH.113 Vampire NF Mk.10)
- Länge: 9,37 m
- Spannweite: 12,19 m
- Flügelfläche: 23,29 m²
- Leermasse: 3.190 kg
- Startmasse: 5.150 kg
- Triebwerk: ein TL De Havilland Gnome D.Gn.3 (15,9 kN)
- Höchstgeschwindigkeit: 880 km/h
- Steiggeschwindigkeit: 22,80 m/s
- Gipfelhöhe: 9.850 m
- Reichweite: 1.950 km
- Bewaffnung: 4 Kanonen (20 mm)
- Besatzung: 2 Mann